# Llanelli Rugby Football Club
Maillots
Llanelli Rugby Football Club (en gallois : Clwb Rygbi Llanelli) est un club gallois de rugby à XV fondé en 1872 et basé dans la ville de Llanelli qui évolue dans la Welsh Premier Division.
Ses joueurs sont susceptibles d'être sélectionnés par les Scarlets, franchise professionnelle avec qui le club ne doit pas être confondu et qui dispute la United Rugby Championship et les compétitions de l'EPCR.

## Histoire
Llanelli est un des bastions historiques du rugby du pays de Galles, champion du pays de Galles et vainqueur de la Coupe à de nombreuses reprises. Fondé en 1872, le club n'aurait pas joué de match digne de ce nom avant février 1876 contre le Swansea RFC. À l'époque, l'équipe joue en bleu, jusqu'en 1884 où elle adopte le célèbre rouge « écarlate » qui lui donne aussi son surnom de Scarlets.
Llanelli se rend célèbre par ses exploits contre les équipes en tournée. En 1888, le club gallois bat une équipe des Māori néo-zélandais. L'Australie est défaite en 1908 et en 1967. En 1972, c'est au tour des All Blacks de subir la loi des rouge et blanc (9-3). On dit qu'après la victoire obtenue devant 26 000 spectateurs à Stradey Park, les pubs de la ville épuisent leurs réserves de bière. L'Australie est tenue en échec en 1975. Il faut dire que le rugby gallois est alors en plein boum et que Llanelli, alors entraîné par Carwyn James, remporte la Coupe galloise durant quatre saisons consécutives de 1973 à 1976, emmené par Phil Bennett, Gareth Jenkins et Derek Quinnell entre autres. 
Entre 1985 et 1993, Llanelli remporte cinq fois la Coupe. À l'Automne 1992, les Wallabies champion du monde sont battus 13-9 à Stradey Park et le club réalise ensuite le doublé, remportant même année la coupe et le Championnat.
Il négocie bien ensuite le passage au professionnalisme, s'imposant comme un des clubs phares du pays et produisant de nombreux internationaux, dont l'ailier Ieuan Evans. Llanelli se distingue aussi en Coupe d'Europe (demi-finaliste en 2000 et 2002). La demi-finale de 2002 est dure à avaler. Alors qu'il mène 12 à 10 pendant des arrêts de jeu, les Leicester Tigers obtiennent une pénalité à plus de 55 m des buts gallois que Tim Stimpson passe, non sans que le ballon ait tapé le poteau pour passer. 
Depuis 2003, Llanelli RFC ne joue plus au plus haut niveau européen. À la suite du regroupement régional des clubs au sein de cinq franchises professionnelles opéré par la fédération galloise, il fournit ses joueurs aux Scarlets, engagés dans les compétitions de l'EPCR et en United Rugby Championship, et joue dans le championnat semi-professionnel du pays de Galles.
Sosban Fach (« petite casserole » en gallois) est l'autre surnom de Llanelli RFC. Sosban Fach est le nom d'une chanson galloise, qui est de temps en temps chantée pendant les matchs comme l'hymne du club.

## Palmarès
- Coupe d'Europe :
  - Demi-finaliste (2) : 2000 et 2002
- Championnat du pays de Galles : 
  - Champion (non officiel) (7) : 1897, 1928, 1930, 1933, 1968, 1974 et 1977.
  - Champion (4) : 1993, 1999, 2002 et 2011
- Coupe du pays de Galles : 
  - Vainqueur (14) : 1973, 1974, 1975, 1976, 1985, 1988, 1991, 1992, 1993, 1998, 2000, 2003, 2005 et 2010.
  - Finaliste (6) : 1972, 1989, 1994, 1999, 2002 et 2009.

## Joueurs célèbres
| - Phil Bennett - Ieuan Evans - Rhys Gabe - Ray Gravell - Barry John - Ivor Jones - Ken Jones - Lewis Jones - Robin McBryde - John Welch | - Stephen Jones - Rupert Moon - Derek Quinnell - Scott Quinnell - Delme Thomas - Watcyn Thomas - JJ Williams - Ossie Williams - Rhys Haydn Williams |